# کنینگ، نوا اسکوشیا
کنینگ، نوا اسکوشیا (به انگلیسی: Canning, Nova Scotia) یک منطقهٔ مسکونی در کانادا است که در شهرستان کینگز، نوا اسکوشیا واقع شده‌است. کنینگ ۲٬۵۸۹ نفر جمعیت دارد.